# Светлана Мићуновић
Светлана Мићуновић је књижевница, књижевни и ликовни критичар и илустратор.
У књижевној периодици објављује од 1991. године. Објавила је збирке поезије: „Треће колено“, „Свака прича има крај“, „Горки дланови“, „Светионик за птичице и остало звериње“, „Крешендо“, „Путопис душе“, „Поглед број 6“ и „Песме“. Сарађује у бројним листовима и часописима („Вечерње новости“, „Борба“, „Књижевне новине“, „Књижевни лист“, „Новине београдског читалишта“, „Песничке новине“, „Стварање“, „Траг“, „Градина“ и други). Илустровала је тридесетак књига за децу и одрасле, учествовала у више колективних и приредила две самосталне изложбе својих илустрација. Критички прикази њених књига објављивани су у листовима и часописима од „Политике“ до „Летописа Матице српске“. Заступљена је у више антологија. Превођена је на шведски и енглески језик. Чланица је Удружења књижевника Србије.

## О њој су рекли и написали
Живе и искричаве слике, „препредене метафоре“ и необуздан подконтекстуални живот, основне идеје су и градитељски елементи поетике Светлане Мићуновић.— Чедомир Љубичић
Светлана показује да урбана поезија, избегавајући замке ниског жанра, може имати традицију у усменој књижевности… Кроз неочекивану дирекност саопштавања и савршену реконструкцију говора тзв. Свакодневице, лишену сваке претенциозности и за поезију толико карактеристичне артифицијелности, ауторка својим стиховима прибавља документаристичку вредност.— Катарина Брајовић

## С. М. је написала

#### Буди заувек моја
Чекам и помало се умарам од свега тога.— „Свака прича има крај“